# ستيفان فرايس
ستيفان فرايس (بالفرنسية: Stéphane Freiss) هو ممثل ومخرج أفلام فرنسي من مواليد 27 نوفمبر 1960.

## أعماله
- (1990): Les 1001 Nuits
- (1990): The King's Whore
- (1997): Kings for a Day
- (2003): Crime Spree
- (2003): Monsieur N.
- (2004): 5×2
- (2005): ميونخ
- (2006): Je m'appelle Élisabeth
- (2008): مرحبا بكم في أرض الشتيين
- (2013): Another Life
- (2016): The Confessions

## روابط خارجية
- ستيفان فرايس على موقع IMDb (الإنجليزية)
- ستيفان فرايس على موقع روتن توميتوز (الإنجليزية)
- ستيفان فرايس على موقع ألو سيني (الفرنسية)
- ستيفان فرايس على موقع أول موفي (الإنجليزية)
- ستيفان فرايس على موقع قاعدة بيانات الأفلام السويدية (السويدية)
- ستيفان فرايس على موقع قاعدة بيانات الفيلم (الإنجليزية)
- ستيفان فرايس على موقع كينوبويسك (الروسية)